# Technical death metal
Technical death metal (uneori numit tech-death) este un subgen muzical de death metal, care se ceoncentrează pe ritmuri complex, riffuri și structuri ale cântecelor.
Experimentarea tehnică în death metal a început la sfârșitul anilor 1980 - începutul anilor 1990, de către formații ca Death, Atheist și Cynic.
Phil Freeman, ex-editor Metal Edge, a descris subgenul technical death metal ca "parte ascunsă a genului său, care are mai multe în comun cu prog-rock și jazz fusion decât cu mecanistica și scrâșnitul Satanic obsesiv, care este imaginea publică dominantă muzicii."

## Listă de formații technical death metal

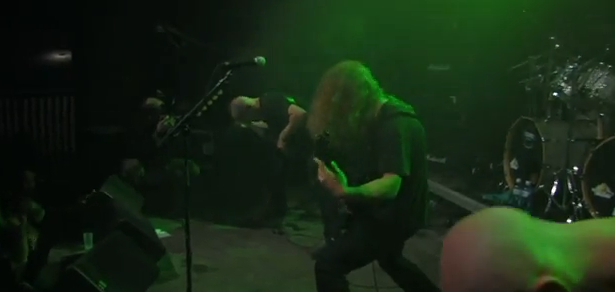
Formația Necrophagist evoluând în Germania, 2010

| Formația                  | Țara           | Înființare | Note                       |
| ------------------------- | -------------- | ---------- | -------------------------- |
| Aeon                      | Suedia         | 1999       | [ 4 ]                      |
| Anata                     | Suedia         | 1993       | [ 5 ]                      |
| Arsis                     | Statele Unite  | 2000       | [ 3 ] [ 6 ]                |
| Atheist                   | Statele Unite  | 1984       | [ 3 ]                      |
| Augury                    | Canada         | 2001       | [ 7 ]                      |
| Becoming the Archetype    | Statele Unite  | 1999       | [ 8 ]                      |
| Beneath the Massacre      | Canada         | 2004       | [ 9 ] [ 10 ]               |
| Between the Buried and Me | Statele Unite  | 2000       | [ 11 ]                     |
| Blotted Science           | Statele Unite  | 2005       |                            |
| Brain Drill               | Statele Unite  | 2005       | [ 7 ] [ 12 ] [ 13 ] [ 14 ] |
| Burning the Masses        | Statele Unite  | 2005       | [ 15 ]                     |
| Cephalic Carnage          | Statele Unite  | 1992       | [ 16 ]                     |
| Carcariass                | Franța         | 1991       | [ 17 ]                     |
| Cerebral Bore             | Marea Britanie | 2006       |                            |
| Coprofago                 | Chile          | 1993       | [ 18 ]                     |
| Cryptopsy                 | Canada         | 1992       | [ 3 ] [ 19 ] [ 20 ] [ 21 ] |
| Cynic                     | Statele Unite  | 1987       | [ 3 ]                      |
| Darkthrone                | Norway         | 1986       | [ 22 ]                     |
| Death                     | Statele Unite  | 1983       | [ 3 ] [ 23 ]               |
| Decapitated               | Poland         | 1996       | [ 24 ]                     |
| Decrepit Birth            | Statele Unite  | 2001       | [ 25 ]                     |
| Despised Icon             | Canada         | 2002       | [ 26 ] [ 27 ]              |
| Diskreet                  | Statele Unite  | 2003       |                            |
| Dying Fetus               | Statele Unite  | 1991       | [ 28 ]                     |
| Extol                     | Norway         | 1994       | [ 29 ]                     |
| The Faceless              | Statele Unite  | 2004       | [ 30 ]                     |
| Fleshgod Apocalypse       | Italia         | 2007       |                            |
| Gojira                    | Franța         | 1996       | [ 31 ]                     |
| Gorguts                   | Canada         | 1989       | [ 3 ] [ 32 ]               |
| Gorod                     | Franța         | 2005       | [ 33 ]                     |
| In Battle                 | Suedia         | 1996       | [ 34 ]                     |
| Into the Moat             | Statele Unite  | 2001       | [ 35 ]                     |
| Knights of the Abyss      | Statele Unite  | 2005       | [ 36 ]                     |
| Malignancy                | Statele Unite  | 1992       | [ 37 ] [ 38 ]              |
| Man Must Die              | Marea Britanie | 2002       | [ 39 ]                     |
| Meshuggah                 | Suedia         | 1987       | [ 40 ]                     |
| Monstrosity               | Statele Unite  | 1990       | [ 32 ]                     |
| Necrophagist              | Germania       | 1992       | [ 3 ] [ 41 ]               |
| Neuraxis                  | Canada         | 1994       | [ 3 ] [ 42 ]               |
| Nile                      | Statele Unite  | 1993       | [ 43 ]                     |
| Nocturnus                 | Statele Unite  | 1988       | [ 44 ]                     |
| Obscura                   | Germania       | 2002       | [ 7 ]                      |
| Odious Mortem             | Statele Unite  | 1998       | [ 45 ]                     |
| Opeth                     | Suedia         | 1990       | [ 46 ]                     |
| Origin                    | Statele Unite  | 1997       | [ 47 ]                     |
| Pavor                     | Germania       | 1987       |                            |
| Pestilence                | Olanda         | 1986       | [ 48 ]                     |
| Psycroptic                | Australia      | 1999       | [ 49 ] [ 50 ] [ 51 ]       |
| The Red Chord             | Statele Unite  | 1999       | [ 52 ]                     |
| Revocation                | Statele Unite  | 2006       | [ 53 ]                     |
| Spawn of Possession       | Suedia         | 1997       | [ 54 ]                     |
| Suffocation               | Statele Unite  | 1989       | [ 55 ]                     |
| Theory in Practice        | Suedia         | 1995       |                            |
| Trigger the Bloodshed     | Marea Britanie | 2006       | [ 56 ]                     |
| Wretched                  | Statele Unite  | 2005       | [ 57 ]                     |